# Robert Dean Frisbie
Robert Dean Frisbie (Cleveland (Verenigde Staten), 17 april 1896 – Avatiu (Cookeilanden), 19 november 1948) was een Amerikaans schrijver van reisverhalen over Polynesië.

## Leven
Frisbie, zoon van Arthur Grazly Frisbie en Florence Benson, werd geboren in Cleveland, in de Verenigde Staten. Toen hij op jonge leeftijd te horen kreeg dat zijn gezondheid zodanig slecht was dat hij niet één Amerikaanse winter zou overleven, vertrok hij in de jaren '20 van de twintigste eeuw naar de Stille Zuidzee. Aangekomen op Tahiti, begon hij zijn omzwervingen als strandjutter. Verwonderd over de bijzondere dingen die hij zag en meemaakte besloot hij zijn beschouwingen op te schrijven. Daarmee trad hij in de voetsporen van de beroemde Zuidzee-schrijvers die actief waren in de 19e eeuw. Een van zijn grote voorbeelden (zoals onderschreven door zijn dochter) was Robert Louis Stevenson.
Het eerste uitgebreide reisverhaal van zijn hand dat bekendheid kreeg, heet The Book of Puka-Puka (over het eiland Puka-Puka), in 1929 uitgegeven door Century & Co. Zijn dochter Florence Frisbie (alias: Johnny) schreef op een zeer jonge leeftijd, onder de begeleiding van haar vader, het autobiografische kinderboek Miss Ulysses of Puka-Puka. Na een avontuurlijk leven dat hij leefde op onder andere Tahiti en Moorea, stierf Frisbie op 52-jarige leeftijd. Hij zou vermoedelijk zijn gestorven aan de gevolgen van tetanus. Hij liet, afgezien van een grote financiële schuld, zijn vijf kinderen achter op het eiland Rarotonga.

## Werk
Frisbie bracht een groot aantal artikelen en schetsen voort die bij verschillende uitgevers in Amerika werden gepubliceerd. Het eerste artikel dat verscheen over zijn tijd op Papeete draagt de titel:
- Fei-hunting in Polynesia (1923)

Zijn reisverhalen zijn tot op de dag van vandaag van grote waarde. Ze bevatten gedetailleerde en avontuurlijke beschrijvingen over het leven in Polynesië en op de Cookeilanden in het bijzonder. Zijn werk wordt gekenmerkt door zijn gepassioneerde zoektocht naar eenzaamheid. De volgende boeken zijn onder zijn naam in druk verschenen:
- The Book of Puka-Puka (A Lone Trader On A South Sea Atoll) (1929)
- The Ghost of Alexander Perks, A.B. (1931)
- A Copra Island (1932)
- My Tahiti (1937)
- Mr. Moonlight's Island (1939)
- The Island of Desire (The Story of a South Sea Trader) (1944)
- Amaru: A Romance of the South Seas (1945)
- Dawn Sails North (1949)

Boeken van zijn dochter Florence ('Johnny') Frisbie:
- Miss Ulysses of Puka-Puka (1948)
- The Frisbies of the South Seas (1959)

## Aandacht in Nederland
De Nederlandse schrijver Boudewijn Büch heeft zich beziggehouden met de Frisbies. Hij spoorde dochter Jonny op, interviewde haar en wijdde in 1993 aan hen aandacht in het VARA-reisprogramma De wereld van Boudewijn Büch.
- Bibliothèque nationale de France: cb17811948f (data)
- Gemeinsame Normdatei: 1146342594
- International Standard Name Identifier: 0000 0000 6388 465X
- Library of Congress Control Number: n93044839
- Système universitaire de documentation: 118034049
- Trove: 1455271
- Virtual International Authority File: 38585173
- WorldCat: E39PBJwX6FtcJHf8CWCfPvqWjC